# Uttanasana

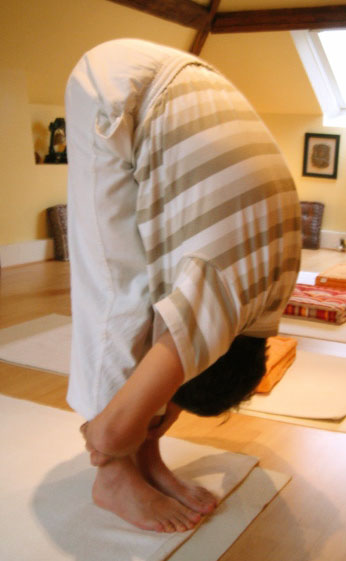
Vooroverbuiging
Uttanasana A

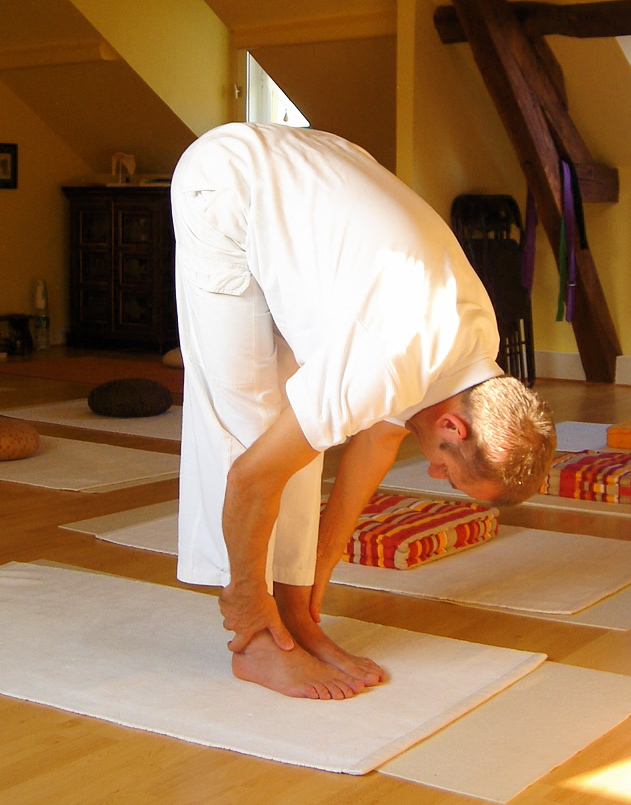
Vooroverbuiging
Uttanasana B

Uttanasana (Sanskriet voor vooroverstrekking) is een veelvoorkomende houding of asana. De Vooroverstrekking maakt deel uit van de Zonnegroet. De houding wordt ook wel Pada Hastasana, Voet-Handhouding genoemd.
| Sanskriet | vertaling                   |
| ut        | intens                      |
| tan       | strekken                    |
| uttana    | intense strekking           |
| asana     | houding (letterlijk: 'zit') |
| pada      | voet, been                  |
| hasta     | arm, hand                   |

## Beschrijving
De houding bestaat uit het staan met de voeten samen. Voorover buigen vanuit de heupen en het hoofd laten hangen. De handpalmen plat op de grond naast de voeten plaatsen (dit is niet voor iedereen mogelijk). Er wordt een verschil gemaakt tussen de varianten A en B:
- Uttanasana A: hierbij ligt het bovenlichaam zo vlak mogelijk langs de bovenbenen;
- Uttanasana B: hierbij maken de benen, rug en armen een driehoek en houden de vingers de tenen vast.

## Risico's
Deze houding wordt bekritiseerd door onder andere kinesiologen en fysiotherapeuten die een zittende houding aanraden boven deze staande vooroverstrekking. Voor verdere informatie zie volgende links:
- (en)  Oefeningen die schadelijk kunnen zijn
- (en)  Strekoefeningen in sport (voetbal)

Paschimottanasana wordt gezien als een veiliger variant van deze vooroverstrekking, omdat hij zittend wordt uitgevoerd. Dat meer rekening houdt met het actief strekken van de spieren in de laatste fase van de oefening. Het is moeilijker een vergelijkbare soepelheid te verkrijgen, gezien de zwaartekracht niet passief helpt aan de strekbeweging, zoals wel het geval is bij de hier beschreven Uttanasana.